# John Webb (Leichtathlet)
John Albert Webb (* 21. Dezember 1936 in Dagenham; † 9. November 2022 in Bristol) war ein britischer Geher.

## Karriere
John Webb belegte bei den Olympischen Spielen 1968 in Mexiko den 22. Platz über 20 km Gehen. Zudem wurde er bei den Europameisterschaften 1966 Dreizehnter und Leichtathletik-Europameisterschaften 1969 Achter. Er bestritt zwischen 1966 und 1972 acht Länderkämpfe für Großbritannien.
John Webb starb am 9. November 2022 im Alter von 85 Jahren nach langer Krankheit.